# Université catholique du Nord
L'université catholique du Nord (en espagnol : Universidad Católica del Norte ou UCN) est une université privée chilienne située à Antofagasta.

## Anciens élèves connus
- Daniella Cicardini (1987-), biologiste marine et femme politique.

## Source
- (es) Cet article est partiellement ou en totalité issu de l’article de Wikipédia en espagnol intitulé « Universidad Católica del Norte » (voir la liste des auteurs).